# كأس العالم تحت 20 سنة لكرة القدم 2009
كأس العالم تحت 20 سنة لكرة القدم 2009 هو المسابقة السابعة عشر تحت 20 سنة، التي استضافتها مصر في الفترة من 24 سبتمبر إلى 16 أكتوبر، في مدن القاهرة، والإسكندرية، وبورسعيد، والسويس، والإسماعيلية. وقد انطلقت هذه الدورة في البداية في الفترة من 10 إلى 31 يوليو، غير أن كأس القارات 2009 كان قد لعب منتصف السنة مما أسفر عن لعب كأس العالم تحت 20 سنة وكأس العالم تحت 17 سنة في نهاية السنة. وقد فازت غانا بالكأس بعد أن هزمت البرازيل في ركلات الجزاء الترجيحية في النهائي، فأصبحت أول فريق أفريقي للفوز بهذه المسابقة.

## أهلية اللاعبين
لا يحق إلا لللاعبين الذين ولدوا في 1 يناير 1989 أو بعد ذلك التاريخ أن يتنافسوا في كأس العالم تحت 20 سنة لكرة القدم 2009.

## الأماكن
| القاهرة                                                                                  | القاهرة                                             | القاهرة                                             | القاهرة                                             | القاهرة                                             | القاهرة                                             | الإسكندرية                                          | الإسكندرية                                          | الإسكندرية                                          | الإسكندرية                                          | الإسكندرية                                          | الإسكندرية                                          |
| ---------------------------------------------------------------------------------------- | --------------------------------------------------- | --------------------------------------------------- | --------------------------------------------------- | --------------------------------------------------- | --------------------------------------------------- | --------------------------------------------------- | --------------------------------------------------- | --------------------------------------------------- | --------------------------------------------------- | --------------------------------------------------- | --------------------------------------------------- |
| ستاد القاهرة الدولي السعة: 75,000                                                        | ستاد القاهرة الدولي السعة: 75,000                   | ستاد القاهرة الدولي السعة: 75,000                   | ستاد السلام السعة: 30,000                           | ستاد السلام السعة: 30,000                           | ستاد السلام السعة: 30,000                           | ستاد الجيش المصري السعة: 86,000                     | ستاد الجيش المصري السعة: 86,000                     | ستاد الجيش المصري السعة: 86,000                     | ستاد الإسكندرية السعة: 22,000                       | ستاد الإسكندرية السعة: 22,000                       | ستاد الإسكندرية السعة: 22,000                       |
| 30°04′08.8″N 31°18′44.4″E / 30.069111°N 31.312333°E                                      | 30°04′08.8″N 31°18′44.4″E / 30.069111°N 31.312333°E | 30°04′08.8″N 31°18′44.4″E / 30.069111°N 31.312333°E | 30°10′28.2″N 31°26′06.0″E / 30.174500°N 31.435000°E | 30°10′28.2″N 31°26′06.0″E / 30.174500°N 31.435000°E | 30°10′28.2″N 31°26′06.0″E / 30.174500°N 31.435000°E | 30°59′57.7″N 29°43′46.0″E / 30.999361°N 29.729444°E | 30°59′57.7″N 29°43′46.0″E / 30.999361°N 29.729444°E | 30°59′57.7″N 29°43′46.0″E / 30.999361°N 29.729444°E | 31°09′03.4″N 29°50′54.4″E / 31.150944°N 29.848444°E | 31°09′03.4″N 29°50′54.4″E / 31.150944°N 29.848444°E | 31°09′03.4″N 29°50′54.4″E / 31.150944°N 29.848444°E |
|                                                                                          |                                                     |                                                     |                                                     |                                                     |                                                     |                                                     |                                                     |                                                     |                                                     |                                                     |                                                     |
| القاهرة الإسكندرية السويس بورسعيد الإسماعيليةكأس العالم تحت 20 سنة لكرة القدم 2009 (مصر) |                                                     |                                                     |                                                     |                                                     |                                                     |                                                     |                                                     |                                                     |                                                     |                                                     |                                                     |
| السويس                                                                                   | السويس                                              | السويس                                              | السويس                                              | بورسعيد                                             | بورسعيد                                             | بورسعيد                                             | بورسعيد                                             | الإسماعيلية                                         | الإسماعيلية                                         | الإسماعيلية                                         | الإسماعيلية                                         |
| ملعب مبارك الدولي السعة: 45,000                                                          | ملعب مبارك الدولي السعة: 45,000                     | ملعب مبارك الدولي السعة: 45,000                     | ملعب مبارك الدولي السعة: 45,000                     | ستاد بورسعيد السعة: 17,988                          | ستاد بورسعيد السعة: 17,988                          | ستاد بورسعيد السعة: 17,988                          | ستاد بورسعيد السعة: 17,988                          | استاد الإسماعيلية السعة: 18,525                     | استاد الإسماعيلية السعة: 18,525                     | استاد الإسماعيلية السعة: 18,525                     | استاد الإسماعيلية السعة: 18,525                     |
| 29°57′44.8″N 32°34′06.5″E / 29.962444°N 32.568472°E                                      | 29°57′44.8″N 32°34′06.5″E / 29.962444°N 32.568472°E | 29°57′44.8″N 32°34′06.5″E / 29.962444°N 32.568472°E | 29°57′44.8″N 32°34′06.5″E / 29.962444°N 32.568472°E | 31°16′16.8″N 32°17′29.1″E / 31.271333°N 32.291417°E | 31°16′16.8″N 32°17′29.1″E / 31.271333°N 32.291417°E | 31°16′16.8″N 32°17′29.1″E / 31.271333°N 32.291417°E | 31°16′16.8″N 32°17′29.1″E / 31.271333°N 32.291417°E | 30°36′03.7″N 32°16′25.5″E / 30.601028°N 32.273750°E | 30°36′03.7″N 32°16′25.5″E / 30.601028°N 32.273750°E | 30°36′03.7″N 32°16′25.5″E / 30.601028°N 32.273750°E | 30°36′03.7″N 32°16′25.5″E / 30.601028°N 32.273750°E |
|                                                                                          |                                                     |                                                     |                                                     |                                                     |                                                     |                                                     |                                                     |                                                     |                                                     |                                                     |                                                     |

## التصفيات
ثلاثة وعشرون فريقا تأهل لكأس العالم تحت 20 سنة لكرة القدم 2009. وقد حصلت مصر، بوصفها الفريق المضيف، على مدخل آلي للكأس، وبذلك وصل العدد الإجمالي للفرق إلى أربعة وعشرين فريقا للمسابقة.
| الكونفدرالية                                 | المسابقة المؤهلة                             | المتأهلون                                                        |
| -------------------------------------------- | -------------------------------------------- | ---------------------------------------------------------------- |
| AFC (آسيا)                                   | بطولة آسيا للشباب تحت 19 عاما 2008           | أستراليا · كوريا الجنوبية · الإمارات العربية المتحدة · أوزبكستان |
| CAF (أفريقيا)                                | بطولة أفريقيا للشباب لكرة القدم 2009         | الكاميرون · غانا · نيجيريا · جنوب إفريقيا                        |
| كونكاكاف (أمريكا الشمالية والوسطى والكاريبي) | بطولة كونكاكاف تحت 20 سنة 2009               | كوستاريكا · هندوراس · ترينيداد وتوباغو · الولايات المتحدة        |
| كونميبول (أمريكا الجنوبية)                   | بطولة أمريكا الجنوبية للشباب لكرة القدم 2009 | البرازيل · باراغواي · الأوروغواي · فنزويلا1                      |
| OFC (أوقيانوسيا)                             | بطولة أوقيانوسيا تحت 20 سنة لكرة القدم 2008  | تاهيتي1                                                          |
| يويفا (أوروبا)                               | بطولة أوروبا تحت 19 سنة لكرة القدم 2008      | جمهورية التشيك · إنجلترا · ألمانيا · المجر · إيطاليا · إسبانيا   |
| البلد المضيف                                 | البلد المضيف                                 | مصر                                                              |

1.^الفرق التي ظهرت لأول مرة.

## مسؤولو المباريات
| الكونفدرالية | الحكم                             | المساعدون                                                            |
| ------------ | --------------------------------- | -------------------------------------------------------------------- |
| AFC          | يويتشي نيشيمورا (اليابان)         | تورو ساغارا (اليابان) جيونغ هاي-سانغ (كوريا الجنوبية)                |
| AFC          | صبح الدين صالح (ماليزيا)          | مو يوشين (الصين) تانوم بوريكوت (تايلاند)                             |
| CAF          | محمد بنوزة (الجزائر)              | ناصر عبد النبي (مصر) أنغيسوم أوغباماريام (إريتريا)                   |
| CAF          | كوفي كودجا (بنين)                 | أليكسيس فاسيناو (بنين) ديزيري غاهونغو (بوروندي)                      |
| CAF          | كومان كوليبالي (مالي)             | أيوبا هارونا (غانا) رضوان عشيق (المغرب)                              |
| CAF          | إدي مايلت (سيشل)                  | بشير حساني (تونس) إفاريست منكواندي (الكاميرون)                       |
| كونكاكاف     | جويل أغويلار (السلفادور)          | ويليام توريس (السلفادور) خوان زومبا (السلفادور)                      |
| كونكاكاف     | ماركو رودريغيز (المكسيك)          | خوسيه لويس كامارغو (المكسيك) ألبرتو مورين (المكسيك)                  |
| كونميبول     | هيكتور بالداسي (الأرجنتين)        | ريكاردو كاساس (الأرجنتين) هرنان مايدانا (الأرجنتين)                  |
| كونميبول     | أوسكار رويز (كولومبيا)            | أبراهام غونزاليز (كولومبيا) هومبرتو كلافيخو (كولومبيا)               |
| كونميبول     | خورخي لاريوندا (أوروغواي)         | بابلو فاندينيو (أوروغواي) ماوريسيو إسبينوسا (أوروغواي)               |
| OFC          | بيتر أوليري (نيوزيلندا)           | برنت بست (نيوزيلندا) ماثيو تارو (جزر سليمان)                         |
| يويفا        | توماس آينفالر (النمسا)            | رولاند هايم (النمسا) نوربرت شفاب (النمسا)                            |
| يويفا        | فرانك دي بليكير (بلجيكا)          | بيتر هرمانس (بلجيكا) فالتر فرومانس (بلجيكا)                          |
| يويفا        | إيفان بيبيك (كرواتيا)             | توميسلاف بتروفيتش (كرواتيا) توميسلاف سيتكا (كرواتيا)                 |
| يويفا        | روبيرتو روسيتي (إيطاليا)          | باولو كالكانيو (إيطاليا) ستيفانو أيرولدي (إيطاليا)                   |
| يويفا        | أوليغاريو بنكويرينسا (البرتغال)   | جوزيه كاردينال (البرتغال) بيرتينو ميراندا (البرتغال)                 |
| يويفا        | ألبرتو أونديانو مايينكو (إسبانيا) | فرمين مارتينيز إيبانيز (إسبانيا) خوان كارلوس يوستي خيمينيز (إسبانيا) |

## تخصيص الفرق للمجموعات
وقد خصصت الفرق للمجموعات على أساس التوزع الجغرافي. ووضعت الفرق في أربعة أوعية، وسحب فريق واحد من كل وعاء لكل مجموعة. ويضم الوعاء 1 الفرق الأفريقية الخمسة بالإضافة إلى واحد من الكونميبول؛ ويضم الوعاء 2 الفرق المتبقية من الأمريكتين باستثناء فريق واحد من الكونكاكاف؛ ويتألف الوعاء 3 من فرق من آسيا وأوقيانوسيا بالإضافة إلى الفريق المتبقي من الكونكاكاف؛ ويتألف الوعاء 4 من فرق من الكونفدرالية الأوروبية.
| الوعاء 1                                                                   | الوعاء 2                                                                   | الوعاء 3                                                                                       | الوعاء 4                                                                |
| -------------------------------------------------------------------------- | -------------------------------------------------------------------------- | ---------------------------------------------------------------------------------------------- | ----------------------------------------------------------------------- |
| مصر (مصنف) · غانا · الكاميرون · نيجيريا · جنوب إفريقيا · البرازيل (مصنف) · | باراغواي · الأوروغواي · فنزويلا · كوستاريكا · الولايات المتحدة · هندوراس · | الإمارات العربية المتحدة · كوريا الجنوبية · أوزبكستان · أستراليا · ترينيداد وتوباغو · تاهيتي · | ألمانيا (مصنف) · إيطاليا · جمهورية التشيك · المجر · إسبانيا · إنجلترا · |

## مرحلة المجموعات
في 5 أبريل 2009، أجريت عملية السحب على مراحل المجموعات في معبد الأقصر. وقد تأهل كل فريق من متصدري وثواني المجموعات، وكذلك أفضل أربعة فرق حاصلين على المرتبة الثالثة، للدور الأول من مرحلة خروج المغلوب (دور الـ16).

### المجموعة ألف
| م | الفريق           | لعب | ف | ت | خ | أ.له | أ.ع | أ.ف | نقاط | التأهل             |
| - | ---------------- | --- | - | - | - | ---- | --- | --- | ---- | ------------------ |
| 1 | مصر (H)          | 3   | 2 | 0 | 1 | 9    | 5   | +4  | 6    | مرحلة خروج المغلوب |
| 2 | باراغواي         | 3   | 1 | 2 | 0 | 2    | 1   | +1  | 5    | مرحلة خروج المغلوب |
| 3 | إيطاليا          | 3   | 1 | 1 | 1 | 4    | 5   | −1  | 4    | مرحلة خروج المغلوب |
| 4 | ترينيداد وتوباغو | 3   | 0 | 1 | 2 | 2    | 6   | −4  | 1    |                    |

| مصر                                                        | 4–1   | ترينيداد وتوباغو       |
| ---------------------------------------------------------- | ----- | ---------------------- |
| - مصطفى عفروتو 30' - حسام عرفات 51'، 90+3' - محمد طلعت 59' | تقرير | - جان لوك روتشفورد 36' |

| باراغواي | 0–0   | إيطاليا |
| -------- | ----- | ------- |
|          | تقرير |         |

| إيطاليا                                                 | 2–1   | ترينيداد وتوباغو   |
| ------------------------------------------------------- | ----- | ------------------ |
| - ميكلانجيلو ألبرتاتزي 39' - سيلفانو راجو غاريبالدي 78' | تقرير | - جوما كلارينس 67' |

| مصر                | 1–2   | باراغواي                                       |
| ------------------ | ----- | ---------------------------------------------- |
| - مصطفى عفروتو 38' | تقرير | - فيديريكو سانتاندير 27' - ألدو بانياغوا 90+4' |

| ترينيداد وتوباغو | 0–0   | باراغواي |
| ---------------- | ----- | -------- |
|                  | تقرير |          |

| إيطاليا                                         | 2–4   | مصر                                              |
| ----------------------------------------------- | ----- | ------------------------------------------------ |
| - أومبرتو أوسيبي 29' - ميكلانجيلو ألبرتاتزي 53' | تقرير | - أحمد شكري 23'، 45+1' - أحمد فتحي بوجي 70'، 80' |

### المجموعة باء
| م | الفريق  | لعب | ف | ت | خ | أ.له | أ.ع | أ.ف | نقاط | التأهل             |
| - | ------- | --- | - | - | - | ---- | --- | --- | ---- | ------------------ |
| 1 | إسبانيا | 3   | 3 | 0 | 0 | 13   | 0   | +13 | 9    | مرحلة خروج المغلوب |
| 2 | فنزويلا | 3   | 2 | 0 | 1 | 9    | 3   | +6  | 6    | مرحلة خروج المغلوب |
| 3 | نيجيريا | 3   | 1 | 0 | 2 | 5    | 3   | +2  | 3    | مرحلة خروج المغلوب |
| 4 | تاهيتي  | 3   | 0 | 0 | 3 | 0    | 21  | −21 | 0    |                    |

| نيجيريا | 0–1   | فنزويلا                |
| ------- | ----- | ---------------------- |
|         | تقرير | - يوناتان ديل فالي 45' |

| إسبانيا                                                                                            | 8–0   | تاهيتي |
| -------------------------------------------------------------------------------------------------- | ----- | ------ |
| - آرون نيغيز 11'، 15' - إميليو إنسوي 17'، 32' - فران ميريدا 74' - كيكي 79'، 86' - أندير هيريرا 89' | تقرير |        |

| نيجيريا | 0–2   | إسبانيا                       |
| ------- | ----- | ----------------------------- |
|         | تقرير | - فران ميريدا 33'، 83' (ركل.) |

| تاهيتي | 0–8   | فنزويلا |
| ------ | ----- | --- |
|        | تقرير | - سالومون روندون 4'، 27' (ركل.)، 90+2' - خوسيه مانويل فيلازكيز 19' - أوسكار روخاس 72' - يوناتان ديل فالي 78'، 88'، 90+1' |

| فنزويلا | 0–3   | إسبانيا                                                        |
| ------- | ----- | -------------------------------------------------------------- |
|         | تقرير | - دانييل باريخو 12' - آرون نيغيز 26' (ركل.) - أندير هيريرا 77' |

| تاهيتي | 0–5   | نيجيريا                                                                                                   |
| ------ | ----- | --- |
|        | تقرير | - نوانكوو أوبيورا 15' - إيبوك إيديت 24' - كيهيندي فاتاي 34' - نور الدين أوريليسي 45+1' - دانييل أديجو 90' |

### المجموعة جيم
| م | الفريق           | لعب | ف | ت | خ | أ.له | أ.ع | أ.ف | نقاط | التأهل             |
| - | ---------------- | --- | - | - | - | ---- | --- | --- | ---- | ------------------ |
| 1 | ألمانيا          | 3   | 2 | 1 | 0 | 7    | 1   | +6  | 7    | مرحلة خروج المغلوب |
| 2 | كوريا الجنوبية   | 3   | 1 | 1 | 1 | 4    | 3   | +1  | 4    | مرحلة خروج المغلوب |
| 3 | الولايات المتحدة | 3   | 1 | 0 | 2 | 4    | 7   | −3  | 3    |                    |
| 4 | الكاميرون        | 3   | 1 | 0 | 2 | 3    | 7   | −4  | 3    |                    |

| الولايات المتحدة | 0–3   | ألمانيا                                                           |
| ---------------- | ----- | ----------------------------------------------------------------- |
|                  | تقرير | - سميح أيديلك 30' (ركل.) - فلوريان يونغفيرت 32' - مانويل شفلر 72' |

| الكاميرون                                 | 2–0   | كوريا الجنوبية |
| ----------------------------------------- | ----- | -------------- |
| - أندريه أكونو إيفا 19' - جيرمان تيكو 64' | تقرير |                |

| كوريا الجنوبية   | 1–1   | ألمانيا                   |
| ---------------- | ----- | ------------------------- |
| - كيم مين وو 71' | تقرير | - ريتشارد سوكوتا-باسو 32' |

| الولايات المتحدة                                                           | 4–1   | الكاميرون                |
| -------------------------------------------------------------------------- | ----- | ------------------------ |
| - براين أرغويز 45+1' - توني تايلور 47' - ديلي دوكا 66' - براين أونبي 90+1' | تقرير | - بانانا يايا 75' (ركل.) |

| ألمانيا                                                       | 3–0   | الكاميرون |
| ------------------------------------------------------------- | ----- | --------- |
| - ريتشارد سوكوتا-باسو 41' - سميح أيديلك 58' - لويس هولتبي 70' | تقرير |           |

| كوريا الجنوبية                                                  | 3–0   | الولايات المتحدة |
| --------------------------------------------------------------- | ----- | ---------------- |
| - كيم يونغ-غوون 23' - كيم بو-كيونغ 42' - كو جا-تشيول 75' (ركل.) | تقرير |                  |

### المجموعة دال
| م | الفريق     | لعب | ف | ت | خ | أ.له | أ.ع | أ.ف | نقاط | التأهل             |
| - | ---------- | --- | - | - | - | ---- | --- | --- | ---- | ------------------ |
| 1 | غانا       | 3   | 2 | 1 | 0 | 8    | 3   | +5  | 7    | مرحلة خروج المغلوب |
| 2 | الأوروغواي | 3   | 2 | 1 | 0 | 6    | 2   | +4  | 7    | مرحلة خروج المغلوب |
| 3 | أوزبكستان  | 3   | 0 | 1 | 2 | 2    | 6   | −4  | 1    |                    |
| 4 | إنجلترا    | 3   | 0 | 1 | 2 | 1    | 6   | −5  | 1    |                    |

| غانا                                     | 2–1   | أوزبكستان           |
| ---------------------------------------- | ----- | ------------------- |
| - رانسفورد أوسي 60' - دومينيك أديياه 75' | تقرير | - شيرزاد كريموف 47' |

| إنجلترا | 0–1   | الأوروغواي          |
| ------- | ----- | ------------------- |
|         | تقرير | - تاباري فيوديز 84' |

| الأوروغواي                                                             | 3–0   | أوزبكستان |
| ---------------------------------------------------------------------- | ----- | --------- |
| - نيكولاس لوديرو 28' - جوناتان أوريتافيسكايا 62' - سانتياغو غارسيا 83' | تقرير |           |

| غانا                                                           | 4–0   | إنجلترا |
| -------------------------------------------------------------- | ----- | ------- |
| - دومينيك أديياه 38'، 88' - أندريه آيو 57' - رانسفورد أوسي 82' | تقرير |         |

| الأوروغواي                               | 2–2   | غانا                                 |
| ---------------------------------------- | ----- | ------------------------------------ |
| - نيكولاس لوديرو 74' - أبل هرناندز 90+1' | تقرير | - محمد رابيو 54' - رانسفورد أوسي 70' |

| أوزبكستان          | 1–1   | إنجلترا                     |
| ------------------ | ----- | --------------------------- |
| - إيفان ناغايف 77' | تقرير | - أليكس نيميلي-تشويميني 88' |

### المجموعة هاء
| م | الفريق         | لعب | ف | ت | خ | أ.له | أ.ع | أ.ف | نقاط | التأهل             |
| - | -------------- | --- | - | - | - | ---- | --- | --- | ---- | ------------------ |
| 1 | البرازيل       | 3   | 2 | 1 | 0 | 8    | 1   | +7  | 7    | مرحلة خروج المغلوب |
| 2 | جمهورية التشيك | 3   | 2 | 1 | 0 | 5    | 3   | +2  | 7    | مرحلة خروج المغلوب |
| 3 | كوستاريكا      | 3   | 1 | 0 | 2 | 5    | 8   | −3  | 3    | مرحلة خروج المغلوب |
| 4 | أستراليا       | 3   | 0 | 0 | 3 | 2    | 8   | −6  | 0    |                    |

| البرازيل                                                         | 5–0   | كوستاريكا |
| ---------------------------------------------------------------- | ----- | --------- |
| - ألان كارديك 24'، 44' - جوليانو 35' - تيكسيرا 75' - بوكويتا 89' | تقرير |           |

| جمهورية التشيك                                    | 2–1 | أستراليا                   |
| ------------------------------------------------- | --- | -------------------------- |
| - ميخائيل رابوشيتس 50' - توماش بيكهارت 89' (ركل.) |     | - جيمس هولاند 90+4' (ركل.) |

| أستراليا | 0–3   | كوستاريكا                                                          |
| -------- | ----- | ------------------------------------------------------------------ |
|          | تقرير | - دييغو مادريغال 35' - لوك ديفيريه 82' (ه.ذ.) - دافيد غوزمان 90+3' |

| البرازيل | 0–0   | جمهورية التشيك |
| -------- | ----- | -------------- |
|          | تقرير |                |

| كوستاريكا                                       | 2–3   | جمهورية التشيك                             |
| ----------------------------------------------- | ----- | ------------------------------------------ |
| - دييغو إسترادا 49' (ركل.) - جوسوي مارتينيز 61' | تقرير | - يان خراموستا 11'، 86' - يان فوشاهليك 77' |

| أستراليا       | 1–3   | البرازيل                                  |
| -------------- | ----- | ----------------------------------------- |
| - آرون موي 14' | تقرير | - كيرو 34' - دوغلاس كوستا 62' - غانسو 81' |

### المجموعة وأو
| م | الفريق                   | لعب | ف | ت | خ | أ.له | أ.ع | أ.ف | نقاط | التأهل             |
| - | ------------------------ | --- | - | - | - | ---- | --- | --- | ---- | ------------------ |
| 1 | المجر                    | 3   | 2 | 0 | 1 | 6    | 3   | +3  | 6    | مرحلة خروج المغلوب |
| 2 | الإمارات العربية المتحدة | 3   | 1 | 1 | 1 | 3    | 4   | −1  | 4    | مرحلة خروج المغلوب |
| 3 | جنوب إفريقيا             | 3   | 1 | 1 | 1 | 4    | 6   | −2  | 4    | مرحلة خروج المغلوب |
| 4 | هندوراس                  | 3   | 1 | 0 | 2 | 3    | 3   | 0   | 3    |                    |

| الإمارات العربية المتحدة                        | 2–2   | جنوب إفريقيا               |
| ----------------------------------------------- | ----- | -------------------------- |
| - حمدان الكمالي 90+1' (ركل.) - ذياب عوانة 90+3' | تقرير | - كيرميت إيراسموس 54'، 72' |

| هندوراس                                        | 3–0   | المجر |
| ---------------------------------------------- | ----- | ----- |
| - ماريو مارتينيز 35'، 70' - أرنولد بيرالتا 84' | تقرير |       |

| المجر                                                                                   | 4–0   | جنوب إفريقيا |
| --------------------------------------------------------------------------------------- | ----- | ------------ |
| - جولت كورتشمار 49' - فلاديمير كومان 55' (ركل.) - أندراس دبرتسني 71' - آدم بريسينغر 90' | تقرير |              |

| الإمارات العربية المتحدة | 1–0   | هندوراس |
| ------------------------ | ----- | ------- |
| - أحمد خليل 41'          | تقرير |         |

| المجر                                     | 2–0   | الإمارات العربية المتحدة |
| ----------------------------------------- | ----- | ------------------------ |
| - كريستيان نيميت 19' - فلاديمير كومان 23' | تقرير |                          |

| جنوب إفريقيا                            | 2–0   | هندوراس |
| --------------------------------------- | ----- | ------- |
| - أنديلي جالي 31' - سيبوسيسو كومالو 46' | تقرير |         |

### ترتيب فرق المركز الثالث
| م | مج | الفريق           | لعب | ف | ت | خ | أ.له | أ.ع | أ.ف | نقاط | التأهل                     |
| - | -- | ---------------- | --- | - | - | - | ---- | --- | --- | ---- | -------------------------- |
| 1 | أ  | إيطاليا          | 3   | 1 | 1 | 1 | 4    | 5   | −1  | 4    | التقدم لمرحلة خروج المغلوب |
| 2 | و  | جنوب إفريقيا     | 3   | 1 | 1 | 1 | 4    | 6   | −2  | 4    | التقدم لمرحلة خروج المغلوب |
| 3 | ب  | نيجيريا          | 3   | 1 | 0 | 2 | 5    | 3   | +2  | 3    | التقدم لمرحلة خروج المغلوب |
| 4 | ه  | كوستاريكا        | 3   | 1 | 0 | 2 | 5    | 8   | −3  | 3    | التقدم لمرحلة خروج المغلوب |
| 5 | ج  | الولايات المتحدة | 3   | 1 | 0 | 2 | 4    | 7   | −3  | 3    |                            |
| 6 | د  | أوزبكستان        | 3   | 0 | 1 | 2 | 2    | 6   | −4  | 1    |                            |

## مرحلة خروج المغلوب
|  | دور الستة عشر               | دور الستة عشر            |                          |       | ربع النهائي   | ربع النهائي   |                          |                          | نصف النهائي | نصف النهائي |  |  | النهائي | النهائي |
|  |                             |                          |                          |       |               |               |                          |                          |             |             |  |  |         |         |
|  | 5 أكتوبر 2009 — القاهرة     |                          |                          |       |               |               |                          |                          |             |             |  |  |         |         |
|  |                             |                          |                          |       |               |               |                          |                          |             |             |  |  |         |         |
|  | باراغواي                    | 0                        |                          |       |               |               |                          |                          |             |             |  |  |         |         |
|  | باراغواي                    | 0                        | 9 أكتوبر 2009 — السويس   |       |               |               |                          |                          |             |             |  |  |         |         |
|  | كوريا الجنوبية              | 3                        |                          |       |               |               |                          |                          |             |             |  |  |         |         |
|  | كوريا الجنوبية              | 3                        | كوريا الجنوبية           | 2     |               |               |                          |                          |             |             |  |  |         |         |
|  | 6 أكتوبر 2009 — الإسماعيلية |                          | كوريا الجنوبية           | 2     |               |               |                          |                          |             |             |  |  |         |         |
|  |                             | غانا                     | 3                        |       |               |               |                          |                          |             |             |  |  |         |         |
|  | غانا                        | غانا                     | 3                        | 2     |               |               |                          |                          |             |             |  |  |         |         |
|  | غانا                        |                          | 13 أكتوبر 2009 — القاهرة | 2     |               |               |                          |                          |             |             |  |  |         |         |
|  | جنوب إفريقيا                | 1                        |                          |       |               |               |                          |                          |             |             |  |  |         |         |
|  | جنوب إفريقيا                | 1                        | غانا                     | 3     |               |               |                          |                          |             |             |  |  |         |         |
|  | 5 أكتوبر 2009 — القاهرة     |                          | غانا                     | 3     |               |               |                          |                          |             |             |  |  |         |         |
|  |                             | المجر                    | 2                        |       |               |               |                          |                          |             |             |  |  |         |         |
|  | إسبانيا                     | المجر                    | 2                        | 1     |               |               |                          |                          |             |             |  |  |         |         |
|  | إسبانيا                     | 9 أكتوبر 2009 — السويس   |                          | 1     |               |               |                          |                          |             |             |  |  |         |         |
|  | إيطاليا                     | 3                        |                          |       |               |               |                          |                          |             |             |  |  |         |         |
|  | إيطاليا                     | 3                        | إيطاليا                  | 2     |               |               |                          |                          |             |             |  |  |         |         |
|  | 6 أكتوبر 2009 — الإسكندرية  |                          | إيطاليا                  | 2     |               |               |                          |                          |             |             |  |  |         |         |
|  |                             | المجر                    | 3                        |       |               |               |                          |                          |             |             |  |  |         |         |
|  | المجر                       | المجر                    | 3                        | 2 (4) |               |               |                          |                          |             |             |  |  |         |         |
|  | المجر                       |                          | 16 أكتوبر 2009 — القاهرة | 2 (4) |               |               |                          |                          |             |             |  |  |         |         |
|  | جمهورية التشيك              | 2 (3)                    |                          |       |               |               |                          |                          |             |             |  |  |         |         |
|  | جمهورية التشيك              | 2 (3)                    | غانا                     | 0 (4) |               |               |                          |                          |             |             |  |  |         |         |
|  | 7 أكتوبر 2009 — بورسعيد     |                          | غانا                     | 0 (4) |               |               |                          |                          |             |             |  |  |         |         |
|  |                             | البرازيل                 | 0 (3)                    |       |               |               |                          |                          |             |             |  |  |         |         |
|  | البرازيل                    | البرازيل                 | 0 (3)                    | 3     |               |               |                          |                          |             |             |  |  |         |         |
|  | البرازيل                    | 10 أكتوبر 2009 — القاهرة |                          | 3     |               |               |                          |                          |             |             |  |  |         |         |
|  | الأوروغواي                  | 1                        |                          |       |               |               |                          |                          |             |             |  |  |         |         |
|  | الأوروغواي                  | 1                        | البرازيل                 | 2     |               |               |                          |                          |             |             |  |  |         |         |
|  | 7 أكتوبر 2009 — السويس      |                          | البرازيل                 | 2     |               |               |                          |                          |             |             |  |  |         |         |
|  |                             | ألمانيا                  | 1                        |       |               |               |                          |                          |             |             |  |  |         |         |
|  | ألمانيا                     | ألمانيا                  | 1                        | 3     |               |               |                          |                          |             |             |  |  |         |         |
|  | ألمانيا                     |                          | 13 أكتوبر 2009 — القاهرة | 3     |               |               |                          |                          |             |             |  |  |         |         |
|  | نيجيريا                     | 2                        |                          |       |               |               |                          |                          |             |             |  |  |         |         |
|  | نيجيريا                     | 2                        | البرازيل                 | 1     |               |               |                          |                          |             |             |  |  |         |         |
|  | 7 أكتوبر 2009 — السويس      |                          | البرازيل                 | 1     |               |               |                          |                          |             |             |  |  |         |         |
|  |                             | كوستاريكا                | 0                        |       | المركز الثالث | المركز الثالث |                          |                          |             |             |  |  |         |         |
|  | فنزويلا                     | كوستاريكا                | 0                        | 1     | المركز الثالث | المركز الثالث |                          |                          |             |             |  |  |         |         |
|  | فنزويلا                     | 10 أكتوبر 2009 — القاهرة | 10 أكتوبر 2009 — القاهرة | 1     |               |               | 16 أكتوبر 2009 — القاهرة | 16 أكتوبر 2009 — القاهرة |             |             |  |  |         |         |
|  | الإمارات العربية المتحدة    | 10 أكتوبر 2009 — القاهرة | 10 أكتوبر 2009 — القاهرة | 2     |               |               | 16 أكتوبر 2009 — القاهرة | 16 أكتوبر 2009 — القاهرة |             |             |  |  |         |         |
|  | الإمارات العربية المتحدة    | الإمارات العربية المتحدة | 1                        | 2     | المجر         | 1 (2)         |                          |                          |             |             |  |  |         |         |
|  | 6 أكتوبر 2009 — القاهرة     | الإمارات العربية المتحدة | 1                        |       | المجر         | 1 (2)         |                          |                          |             |             |  |  |         |         |
|  |                             | كوستاريكا                | 2                        |       | كوستاريكا     | 1 (0)         |                          |                          |             |             |  |  |         |         |
|  | مصر                         | كوستاريكا                | 2                        | 0     | كوستاريكا     | 1 (0)         |                          |                          |             |             |  |  |         |         |
|  | مصر                         |                          |                          | 0     |               |               |                          |                          |             |             |  |  |         |         |
|  | كوستاريكا                   | 2                        |                          |       |               |               |                          |                          |             |             |  |  |         |         |
|  | كوستاريكا                   | 2                        |                          |       |               |               |                          |                          |             |             |  |  |         |         |

### دور الـ16
| إسبانيا               | 1–3   | إيطاليا                                        |
| --------------------- | ----- | ---------------------------------------------- |
| آرون نيغيز 66' (ركل.) | تقرير | ماتيا موستاشيو 55'، 87' · أندريا ماتزاراني 61' |

| باراغواي | 0–3   | كوريا الجنوبية                        |
| -------- | ----- | ------------------------------------- |
|          | تقرير | كم بو غيونغ 55' · كيم مين وو 60'، 70' |

| غانا                                | 2–1 (ب.و.إ.) | جنوب إفريقيا        |
| ----------------------------------- | ------------ | ------------------- |
| أندريه آيو 66' · دومينيك أديياه 99' | تقرير        | كيرميت إيراسموس 58' |

| مصر | 0–2   | كوستاريكا                          |
| --- | ----- | ---------------------------------- |
|     | تقرير | خوسيه مينا 21' · ماركو أورينيا 88' |

| المجر                                                                                      | 2–2 (ب.و.إ.) | جمهورية التشيك                                                                                   |
| ------------------------------------------------------------------------------------------ | ------------ | ------------------------------------------------------------------------------------------------ |
| ماتي كيس 15' · فلاديمير كومان 99'                                                          | تقرير        | يان فوشاهليك 26' · ميخائيل رابوشيتس 92'                                                          |
| ركلات الترجيح                                                                              |              |                                                                                                  |
| آدم بريسينغر · فلاديمير كومان · يانوس سابو · أندراس غوستوني · كريستيان نيميت · آدم بالايتي | 4–3          | لوكاش ماريتشيك · ميخائيل رابوشيتس · أوندري تشيلوستكا · يان فوشاهليك · يان مورافيك · راديم ريزنيك |

| البرازيل                           | 3–1   | الأوروغواي                |
| ---------------------------------- | ----- | ------------------------- |
| ألان كارديك 22' · تيكسيرا 24'، 31' | تقرير | جوناتان أوريتافيسكايا 36' |

| فنزويلا            | 1–2   | الإمارات العربية المتحدة      |
| ------------------ | ----- | ----------------------------- |
| سالومون روندون 12' | تقرير | محمد أحمد 22' · أحمد خليل 83' |

| ألمانيا                                      | 3–2   | نيجيريا                               |
| -------------------------------------------- | ----- | ------------------------------------- |
| بيورن كوبلين 52'، 90+3' · ماريو فرانشيتش 75' | تقرير | داني أوتشيتشي 51' · رابيو إبراهيم 68' |

### ربع النهائي
| كوريا الجنوبية                       | 2–3   | غانا                                       |
| ------------------------------------ | ----- | ------------------------------------------ |
| بارك هي-سيونغ 31' · كيم دونغ-سوب 82' | تقرير | دومينيك أديياه 8'، 78' · رانسفورد أوسي 28' |

| إيطاليا                                       | 2–3 (ب.و.إ.) | المجر                                                |
| --------------------------------------------- | ------------ | ---------------------------------------------------- |
| أنتونيو مازوتا 82' · جياكومو بونافينتورا 113' | تقرير        | فلاديمير كومان 2' (ركل.) · كريستيان نيميت 112'، 117' |

| البرازيل        | 2–1 (ب.و.إ.) | ألمانيا         |
| --------------- | ------------ | --------------- |
| مايكون 88'، 91' | تقرير        | لويس هولتبي 73' |

| الإمارات العربية المتحدة | 1–2 (ب.و.إ.) | كوستاريكا                                 |
| ------------------------ | ------------ | ----------------------------------------- |
| أحمد علي 33'             | تقرير        | جوسوي مارتينيز 37' · ماركو أورينيا 120+2' |

### نصف النهائي
| غانا                                        | 3–2   | المجر                              |
| ------------------------------------------- | ----- | ---------------------------------- |
| دومينيك أديياه 10'، 31' · أبيكو كوانساه 81' | تقرير | ماركو فوتاتش 73' · آدم بالايتي 84' |

| البرازيل        | 1–0   | كوستاريكا |
| --------------- | ----- | --------- |
| ألان كارديك 67' | تقرير |           |

### مباراة المركز الثالث
| المجر                                          | 1–1   | كوستاريكا                                                                 |
| ---------------------------------------------- | ----- | ------------------------------------------------------------------------- |
| فلاديمير كومان 90+1' (ركل.)                    | تقرير | ماركو أورينيا 81'                                                         |
| ركلات الترجيح                                  |       |                                                                           |
| كريستيان نيميت · فلاديمير كومان · رولاند فارغا | 2–0   | دييغو إسترادا · كريستيان غامبوا · إستيبان لونا · كارلوس هرنانديز إسبينوزا |

### النهائي
| غانا                                                                                             | 0–0 (ب.و.إ.) | البرازيل                                                       |
| ------------------------------------------------------------------------------------------------ | ------------ | -------------------------------------------------------------- |
|                                                                                                  | تقرير        |                                                                |
| ركلات الترجيح                                                                                    |              |                                                                |
| أندريه آيو · صامويل إنكوم · جوناثان مينساه · برايت اداي · دومينيك أديياه · إيمانويل أغيمانغ بادو | 4–3          | ألان كارديك · جوليانو · دوغلاس كوستا · سوزا · مايكون · تيكسيرا |

| غانا | البرازيل |

| غانا:       |    |                       |     |      |
|             |    |                       |     |      |
| GK          | 1  | دانييل أدجي           |     |      |
| DF          | 2  | صامويل إنكوم          |     |      |
| DF          | 4  | جوناثان مينساه        |     |      |
| DF          | 5  | دانييل أدو            | 37' |      |
| DF          | 6  | دافيد أدي             |     |      |
| MF          | 7  | أبيكو كوانساه         |     | 107' |
| MF          | 8  | إيمانويل أغيمانغ بادو |     |      |
| MF          | 10 | أندريه آيو (c)        |     |      |
| MF          | 13 | محمد رابيو            |     | 101' |
| FW          | 18 | رانسفورد أوسي         |     | 65'  |
| FW          | 20 | دومينيك أديياه        |     |      |
| التبديلات:  |    |                       |     |      |
| DF          | 12 | غاندي كاسينو          |     | 65'  |
| DF          | 19 | برايت اداي            |     | 101' |
| MF          | 9  | أغيمانغ أوبوكو        |     | 107' |
| المدرب:     |    |                       |     |      |
| سيلاس تيتيه |    |                       |     |      |

| البرازيل:  |    |                  |      |     |
|            |    |                  |      |     |
| GK         | 1  | رافاييل          |      |     |
| DF         | 2  | دوغلاس           | 30'  | 41' |
| DF         | 3  | دالتون           |      |     |
| DF         | 4  | رافاييل تولوي    |      |     |
| DF         | 5  | رينان            |      | 75' |
| DF         | 6  | ديوغو            |      |     |
| MF         | 7  | أليكس تيكسيرا    | 27'  |     |
| MF         | 10 | جوليانو (c)      |      |     |
| MF         | 11 | غانسو            |      | 64' |
| MF         | 17 | سوزا             | 111' |     |
| FW         | 9  | ألان كارديك      |      |     |
| التبديلات: |    |                  |      |     |
| DF         | 15 | ويلينغتون جونيور |      | 41' |
| MF         | 13 | دوغلاس كوستا     |      | 64' |
| FW         | 19 | مايكون           |      | 75' |
| المدرب:    |    |                  |      |     |
| روجيريو    |    |                  |      |     |

| رجل المباراة: الحكام المساعدون: بيتر هرمانس (بلجيكا) فالتر فرومانس (بلجيكا) الحكم الرابع: ألبرتو أونديانو مايينكو (إسبانيا) الحكم الخامس: فرمين مارتينيز (إسبانيا) |

## الفائز
| الفائز بكأس العالم تحت 20 سنة لكرة القدم 2009 |
| --------------------------------------------- |
| · غانا · للمرة الأولى                         |

| المركز الثاني | المركز الثالث | المركز الرابع |
| ------------- | ------------- | ------------- |
| البرازيل      | المجر         | كوستاريكا     |

## الجوائز
| الكرة الذهبية            | الكرة الفضية   | الكرة البرونزية  |
| ------------------------ | -------------- | ---------------- |
| دومينيك أديياه           | أليكس تيكسيرا  | جوليانو دي باولا |
| الحذاء الذهبي            | الحذاء الفضي   | الحذاء البرونزي  |
| دومينيك أديياه           | فلاديمير كومان | آرون نيغيز       |
| 8 أهداف                  | 5 أهداف        | 4 أهداف          |
| القفاز الذهبي            |                |                  |
| إستيبان ألفارادو         |                |                  |
| جائزة الفيفا للعب النظيف |                |                  |
| البرازيل                 |                |                  |

## الهدافون
8 أهداف
- دومينيك أديياه

5 أهداف
- فلاديمير كومان

4 أهداف
| - ألان كارديك - رانسفورد أوسي | - آرون نيغيز - يوناتان ديل فالي | - سالومون روندون |

3 أهداف
| - أليكس تيكسيرا - ماركو أورينيا | - كريستيان نيميت - كيرميت إيراسموس | - كيم مين وو - فران ميريدا |

هدفين
| - مايكون - جوسوي مارتينيز - يان خراموستا - ميخائيل رابوشيتش - يان فوشاهليك - عفروتو - حسام عرفات - بوجي | - أحمد شكري - سميح أيديلك - لويس هولتبي - بيورن كوبلين - ريتشارد سوكوتا-باسو - أندريه آيو - ماريو مارتينيز - ميكلانجيلو ألبرتاتزي | - ماتيا موستاشيو - كيم بو-كيونغ - أندير هيريرا - كيكي - إيميليو إنسوي - أحمد خليل - نيكولاس لوديرو - جوناتان أوريتافيسكايا |

هدف واحد
| - جيمس هولاند - آرون موي - بوكويتا - كيرو - دوغلاس كوستا - جوليانو - غانسو - أندريه أكونو إيفا - جيرمان تيكو - بانانا يايا - دييغو إسترادا - دافيد غوزمان - دييغو مادريغال - خوسيه مينا - توماش بيكهارت - محمد طلعت - أليكس نيميلي-تشويميني - فلوريان يونغفيرت - مانويل شفلر - ماريو فرانشيتش - أبيكو كوانساه - محمد رابيو - أرنولد بيرالتا | - آدم بالايتي - أنداس دبرتسني - ماركو فوتاتش - ماتي كيس - جولت كورتشمار - آدم بريسينغر - جياكومو بونافينتورا - أومبرتو أوسيبي - أندريا ماتزاراني - أنتونيو مازوتا - سيلفانو راجو غاريبالدي - دانييل أديجو - إيبوك إيديت - كيهيندي فاتاي - رابيو إبراهيم - نوانكوو أوبيورا - نور الدين أوريليسي - داني أوتشيتشي - ألدو بانياغوا - فيديريكو سانتاندير - أنديلي جالي - سيبوسيسو كومالو) | - كيم دونغ-سوب - كيم يونغ-غوون - كو جا-تشيول - بارك هي-سيونغ - دانييل باريخو - جوما كلارينس - جان لوك روتشفورد - محمد أحمد - أحمد علي - حمدان الكمالي - ذياب عوانة - براين أرغويز - ديلي دوكا - براين أونبي - توني تايلور - سانتياغو غارسيا - أبل هرنانديز - تاباري فيوديز - شيرزاد كريموف - إيفان ناغايف - أوسكار روخاس - خوسيه مانويل فيلازكيز |

هدف ذاتي واحد
- لوك ديفيريه (لعب ضد كوستاريكا)

## الترتيب النهائي
| م  | الفريق                   | لعب | ف | ت | خ | أ.له | أ.ع | أ.ف | نقاط | النتيجة النهائية           |
| -- | ------------------------ | --- | - | - | - | ---- | --- | --- | ---- | -------------------------- |
| 1  | غانا                     | 7   | 5 | 2 | 0 | 16   | 8   | +8  | 17   | البطل                      |
| 2  | البرازيل                 | 7   | 5 | 2 | 0 | 14   | 3   | +11 | 17   | الثاني                     |
| 3  | المجر                    | 7   | 3 | 2 | 2 | 14   | 11  | +3  | 11   | المركز الثالث              |
| 4  | كوستاريكا                | 7   | 3 | 1 | 3 | 10   | 11  | −1  | 10   | المركز الرابع              |
|    |                          |     |   |   |   |      |     |     |      |                            |
| 5  | ألمانيا                  | 5   | 3 | 1 | 1 | 11   | 5   | +6  | 10   | الإقصاء في ربع النهائي     |
| 6  | كوريا الجنوبية           | 5   | 2 | 1 | 2 | 9    | 6   | +3  | 7    | الإقصاء في ربع النهائي     |
| 7  | إيطاليا                  | 5   | 2 | 1 | 2 | 9    | 9   | 0   | 7    | الإقصاء في ربع النهائي     |
| 8  | الإمارات العربية المتحدة | 5   | 2 | 1 | 2 | 6    | 7   | −1  | 7    | الإقصاء في ربع النهائي     |
|    |                          |     |   |   |   |      |     |     |      |                            |
| 9  | إسبانيا                  | 4   | 3 | 0 | 1 | 14   | 3   | +11 | 9    | الإقصاء في دور الـ16       |
| 10 | جمهورية التشيك           | 4   | 2 | 2 | 0 | 7    | 5   | +2  | 8    | الإقصاء في دور الـ16       |
| 11 | الأوروغواي               | 4   | 2 | 1 | 1 | 7    | 5   | +2  | 7    | الإقصاء في دور الـ16       |
| 12 | فنزويلا                  | 4   | 2 | 0 | 2 | 10   | 5   | +5  | 6    | الإقصاء في دور الـ16       |
| 13 | مصر (H)                  | 4   | 2 | 0 | 2 | 9    | 7   | +2  | 6    | الإقصاء في دور الـ16       |
| 14 | باراغواي                 | 4   | 1 | 2 | 1 | 2    | 4   | −2  | 5    | الإقصاء في دور الـ16       |
| 15 | جنوب إفريقيا             | 4   | 1 | 1 | 2 | 5    | 8   | −3  | 4    | الإقصاء في دور الـ16       |
| 16 | نيجيريا                  | 4   | 1 | 0 | 3 | 7    | 6   | +1  | 3    | الإقصاء في دور الـ16       |
|    |                          |     |   |   |   |      |     |     |      |                            |
| 17 | هندوراس                  | 3   | 1 | 0 | 2 | 3    | 3   | 0   | 3    | الإقصاء في مرحلة المجموعات |
| 18 | الولايات المتحدة         | 3   | 1 | 0 | 2 | 4    | 7   | −3  | 3    | الإقصاء في مرحلة المجموعات |
| 19 | الكاميرون                | 3   | 1 | 0 | 2 | 3    | 7   | −4  | 3    | الإقصاء في مرحلة المجموعات |
| 20 | أوزبكستان                | 3   | 0 | 1 | 2 | 2    | 6   | −4  | 1    | الإقصاء في مرحلة المجموعات |
| 21 | ترينيداد وتوباغو         | 3   | 0 | 1 | 2 | 2    | 6   | −4  | 1    | الإقصاء في مرحلة المجموعات |
| 22 | إنجلترا                  | 3   | 0 | 1 | 2 | 1    | 6   | −5  | 1    | الإقصاء في مرحلة المجموعات |
| 23 | أستراليا                 | 0   | 0 | 0 | 0 | 2    | 8   | −6  | 0    | الإقصاء في مرحلة المجموعات |
| 24 | تاهيتي                   | 3   | 0 | 0 | 3 | 0    | 21  | −21 | 0    | الإقصاء في مرحلة المجموعات |

## وصلات خارجية
- FIFA U-20 World Cup Egypt 2009, FIFA.com
- RSSSF > FIFA World Youth Championship > 2009
- FIFA Technical Report